# Третий отряд
Третий отряд, или Третья команда, известная под аббревиатурой TC —  бразильская преступная группировка, базирующаяся в Рио-де-Жанейро. После 1994 года группировка враждует с  Красной Командой. В начале 2000-х годов активность группировки снизилась.

## История
В отличие от Красной Команды, подробности создания Третьего отряда до сих пор неясны, но считается, что он возник в 1980 году и с тех пор был противником Красной Команды. Согласно другим источникам, Tретий отряд был создан людьми, вышедшими из Красной Команды и полицейскими, решившими стать преступниками. TC стал доминировать в северных и западных областях, особенно в периферийных районах города Рио-де-Жанейро, в частности, в фавелах, таких как Морру-да-Бабилония.
В 1998 году Третий отряд заключил союз с группировкой ADA (Друзья друзей), что укрепило обе организаций. В 2002 часть людей, вышедших из ТС, организовали свою группировку под названием Настоящий третий отряд. 
В сентябре 2002 года Луис Фернандо да Коста, он же Фернандиньо Бейра-Мар, один из руководителей Красной команды, организовал бунт в тюрьме , при котором были убиты руководители ТС, включая дилера Медейрос Эрналдо Пинто. Кэлсино Винтем, участник группировки Друзья друзей, был обвинен в предательстве, которое вызвало разрыв между ТС и ADA.